# 森永ミク
森永 ミク（もりなが ミク、10月4日 - ）は、日本の漫画家。

## 来歴
イラストコミュニケーションサービス、pixivに投稿された『年をとっても、皴になっても』が「ジーンピクシブ レジェンドマンガ賞Ⅲ」〈大賞〉を受賞。
その後2017年10月20日より『ジーンピクシブ』にて上記作品を『生まれ変わってもまた、私と結婚してくれますか』として連載開始し、2019年9月20日で連載終了した。
2020年6月30日より『ジーンLINE』にて『君ノ声』を連載中。

## 作品リスト

### 連載
- 生まれ変わってもまた、私と結婚してくれますか（『ジーンピクシブ』2017年10月20日 - 2019年9月20日）
- 君ノ声（『ジーンLINE』2020年6月30日 - 2024年1月2日）
- とある女優の最愛（『LINEマンガ』2024年10月22日 - ）

### 読み切り
- へし切長谷部の見る景色（『刀剣乱舞-ONLINE-アンソロジーコミック〜スクエニの陣〜』2016年[3][4]） - 『刀剣乱舞-ONLINE-』のアンソロジー寄稿作品。
- 松野家のおそうじ事情（原作：赤塚不二夫、『おそ松さん 公式コミックアンソロジー 〜スクエニセンバツ〜2』2017年[5]） - 『おそ松さん』のアンソロジー寄稿作品。
- 刀にだって負けられない戦いがある（『刀剣乱舞-ONLINE-アンソロジー あそび』2020年[6]） - 『刀剣乱舞-ONLINE-』のアンソロジー寄稿作品。
- 旅立つきみに（『刀剣乱舞-ONLINE-アンソロジー ごはん おかわりっ』2021年[7]） - 『刀剣乱舞-ONLINE-』のアンソロジー寄稿作品。
- 恋人つなぎがしたいです（原作：椿ゆず、『みなと商事コインランドリー 公式アンソロジーコミック ふわふわ』2022年[8]） - 『みなと商事コインランドリー』のアンソロジー寄稿作品。

### 書籍
- 『生まれ変わってもまた、私と結婚してくれますか』、KADOKAWA〈MFC ジーンピクシブシリーズ〉2018年 - 2019年、全4巻
  1. 2018年4月27日発売[9][10]、ISBN 978-4-04-069823-6
  2. 2018年10月26日発売[11]、ISBN 978-4-04-065182-8　
  3. 2019年4月27日発売[12]、ISBN 978-4-04-065649-6　　
  4. 2019年10月26日発売[13]、ISBN 978-4-04-064079-2
- 『君ノ声』、KADOKAWA〈ジーンLINEコミックス〉2020年 - 2024年、全6巻
  1. 2020年11月13日発売[14][15]、ISBN 978-4-04-064969-6
  2. 2021年5月14日発売[16]、ISBN 978-4-04-680348-1
  3. 2021年11月15日発売[17]、ISBN 978-4-04-680804-2
  4. 2022年9月15日発売[18]、ISBN 978-4-04-681617-7
  5. 2023年5月15日発売[19]、ISBN 978-4-04-682152-2
  6. 2024年1月15日発売[20]、ISBN 978-4-04-683023-4
- 『とある女優の最愛』、KADOKAWA〈ジーンLINEコミックス〉2025年 - 、既刊1巻（2025年1月15日現在）
  1. 2025年1月15日発売[21][22]、ISBN 978-4-04-684181-0